# Fraipontita
La fraipontita és un mineral de la classe dels silicats que pertany al grup de la kaolinita-serpentina. Rep el seu nom en honor de Jean Joseph Julien Fraipont (1857-1910) i al seu fill Charles M. J. J. Fraipont (1883-1946), originaris de Lieja, que van ser geòlegs i paleontòleg.

## Característiques
La fraipontita és un fil·losilicat de fórmula química (Zn,Al)₃(Si,Al)₂O₅(OH)₄. A més dels elements de la seva fórmula tabé pot contenir impureses de ferro, coure, magnesi, calci i potassi. Cristal·litza en el sistema monoclínic. La seva duresa a l'escala de Mohs és 2,5.
Segons la classificació de Nickel-Strunz, la fraipontita pertany a «09.ED: Fil·losilicats amb capes de caolinita, compostos per xarxes tetraèdriques i octaèdriques» juntament amb els següents minerals: dickita, caolinita, nacrita, odinita, hal·loysita, hisingerita, hal·loysita-7Å, amesita, antigorita, berthierina, brindleyita, caryopilita, crisòtil, cronstedtita, greenalita, kel·lyïta, lizardita, manandonita, nepouïta, pecoraïta, guidottiïta, al·lòfana, crisocol·la, imogolita, neotocita, bismutoferrita i chapmanita.

## Formació i jaciments
La fraipontita es forma en dipòsits minerals oxidats que continguin zinc.
La fraipontita ha estat trobada a Alemanya, Austràlia, Àustria, Bèlgica, Espanya, als Estats Units, França, Grècia, Itàlia, a Kazakhstan, Namíbia, al Regne Unit, Romania, Suïssa, a Turkmenistan i Xile. A Catalunya se n'ha trobat a Prullans (Cerdanya, Lleida).
Sol trobar-se associada amb altres minerals com: smithsonita, gebhardita, wil·lemita, cerussita i sauconita.